# Mirko Lang

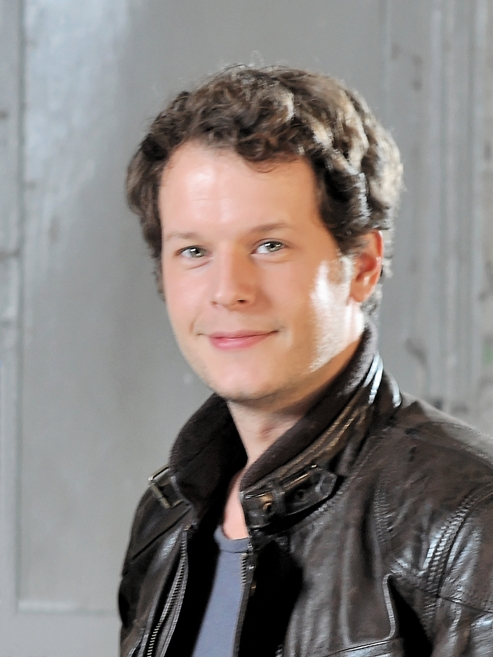
Mirko Lang (2010)

Mirko Lang (* 5. Oktober 1978 in Bremen) ist ein deutscher Schauspieler.

## Leben
Mirko Lang machte sein Fachabitur mit dem Schwerpunkt Gestaltung. Ab 1998 absolvierte er die Hochschule für Musik und Theater Hannover und schloss 2002 seine Ausbildung zum Schauspieler ab. Bevor er seine Karriere als Fernseh- und Kinoschauspieler begann, spielte er u. a. in Richard III. am Theater am Goetheplatz in Bremen und in Die Nibelungen am Studiotheater Hannover.
Mirko Lang hat eine vier Jahre ältere Schwester. Er war bis 2016 mit der Schauspielerin Inez Bjørg David liiert, mit der er zwei Kinder hat. Lang wohnt in Berlin.

## Filmografie

### Filme
- 2001: Engel & Joe
- 2003: Das Wunder von Lengede
- 2003: Das Wunder von Bern
- 2004: Männer wie wir
- 2005: Æon Flux
- 2005: Born Guilty
- 2006: Fleischmeister – Geschnitten oder am Stück
- 2007: Wiedersehen in Verona
- 2007: Der Sonnenhof
- 2007: Giganten – Ludwig van Beethoven
- 2008: Die Jahrhundertlawine
- 2009: Effi Briest
- 2009: Killerjagd. Schrei, wenn du dich traust
- 2009: Zweiohrküken
- 2009: Crashpoint – 90 Minuten bis zum Absturz
- 2009: Die Relativitätstheorie der Liebe
- 2010: Killerjagd. Schrei, wenn du dich traust
- 2010: Der Meisterdieb, Christian Theede
- 2011: Der Mann mit dem Fagott
- 2011: Die Trixxer
- 2012: Offroad
- 2014: Frauenherzen
- 2014: Mann/Frau[4]
- 2015: Unterm Radar
- 2016: Ein Sommer auf Sizilien
- 2021: Ferdinand von Schirach: Feinde
- 2023: Winterwalzer

### Fernsehserien
- 2004: Das Blut der Templer (Zweiteiler)
- 2006, 2021: SOKO Wismar (Folgen 2x18, 18x22)
- 2006: Die Sitte (Folge 3x03)
- 2006: Balko (Folge 8x04)
- 2007: Polizeiruf 110 – Tod in der Bank
- 2007–2008: Post Mortem – Beweise sind unsterblich (17 Folgen)
- 2008: Im Tal der wilden Rosen – Zerrissene Herzen
- 2009: Küstenwache (Folge 12x21)
- 2008: Ein Fall für zwei (Folge 29x07)
- 2009: Rosa Roth – Das Angebot des Tages
- 2010: Alarm für Cobra 11 – Die Autobahnpolizei (Folge 27x04)
- 2011: Marie Brand – … und der Sündenfall
- 2011–2012: Allein gegen die Zeit (11 Folgen)
- 2012: Die Draufgänger (Folge 1x02)
- 2012: Heiter bis tödlich: Fuchs und Gans (Folge 1x03)
- 2012: Großstadtrevier (Folge 26x01)
- 2013: Der Staatsanwalt (Folge 8x01)
- 2013, 2023: Notruf Hafenkante (Folgen Minderheitenkrieg, Angekreidet)
- 2013: Inga Lindström – Der schwarze Schwan
- 2013: Der Bergdoktor (Folge 7x03)
- 2014, 2016: SOKO Leipzig (Folgen 13x17, 16x20)
- 2014, 2015–2018: Die Bergretter (Folge 5x01, 18 Folgen)
- 2014, 2019: In aller Freundschaft (Folgen 17x14, 22x12)
- 2015: Wilsberg – 48 Stunden
- 2016: Akte Ex (Folge Abgesang)
- 2016, 2025: Morden im Norden (Folgen Ausgeblutet, Nasses Grab)
- 2017: In aller Freundschaft – Die jungen Ärzte (Folge 3x08)
- 2017: Triple Ex (Folge 1x08)
- 2017: Beutolomäus und der wahre Weihnachtsmann (mehrere Folgen)
- 2018: Mann/Frau (Mini-Serie)
- 2018: SOKO Hamburg (6 Folgen)
- 2019: Beck is back! (Folge 2x09)
- 2020: Kroymann (1 Folge)

## Theater
- 2001–2007: Winner & Loser, Regie: Barbara Bürk, Schauspiel Hannover
- 2002: Die Nibelungen, Regie: Walter D. Asmus, Studiotheater Hannover
- 2002–2004: Die Brüder Löwenherz, Regie: Stefan Otteni, Schauspiel Hannover
- 2004–2006: Was ihr wollt, Regie: Sebastian Nübling, Schauspiel Hannover

## Auszeichnungen
- Sat.1 Talents Actor's Class 2002, als bester Nachwuchsschauspieler